# کلکهایم (تانوس)
شهر کلکهایم (به آلمانی: Kelkheim) در ایالت هسن در کشور آلمان واقع شده‌است.